# Englische Badmintonmeisterschaft 1968
Die Englische Badmintonmeisterschaft 1968 fand bereits vom 7. bis zum 9. Dezember 1967 im Hull and East Riding Sports Centre in Hull statt. Es war die fünfte Austragung der nationalen Titelkämpfe von England im Badminton.	

## Titelträger
| Disziplin    | Gold                       | Silber                         |
| ------------ | -------------------------- | ------------------------------ |
| Herreneinzel | Ray Sharp                  | Paul Whetnall                  |
| Dameneinzel  | Angela Bairstow            | Gillian Perrin                 |
| Herrendoppel | Tony Jordan Colin Beacom   | John Havers William Havers     |
| Damendoppel  | Sue Pound Margaret Boxall  | Angela Bairstow Gillian Perrin |
| Mixed        | Roger Mills Gillian Perrin | Tony Jordan Julie Charles      |

## Finalresultate
| Disziplin    | Sieger                     | Finalist                       | Ergebnis           |
| ------------ | -------------------------- | ------------------------------ | ------------------ |
| Herreneinzel | Ray Sharp                  | Paul Whetnall                  | 15-9, 15-9         |
| Dameneinzel  | Angela Bairstow            | Gillian Perrin                 | 8-11, 12-9, 11-2   |
| Herrendoppel | Tony Jordan Colin Beacom   | William Havers John Havers     | 15-6, 15-9         |
| Damendoppel  | Sue Pound Margaret Boxall  | Angela Bairstow Gillian Perrin | 15-9, 15-8         |
| Mixed        | Roger Mills Gillian Perrin | Tony Jordan Julie Charles      | 15-1, 12-15, 15-10 |